# Honor (группа)
Honor — польская рок-группа, играющая в стиле RAC. Лирика по большей части посвящена национал-социализму, неоязычеству и движению наци-скинхедов. До 1999 года музыканты группы играли классический RAC, позже перешли на языческий метал. В январе 2002 года вокалист Мариуш Щерский был арестован за пропаганду неонацизма и антисемитизма. После его смерти в автомобильной катастрофе в 2005 году группа прекратила выступать. 

## Бывшие участники
- Олаф Ясиньский — гитара, бас
- Мариуш Щерский «Szczery» — вокал
- Петр Марциновский — барабаны
- Януш Филиповский — барабаны
- Кристофер Солович — бас
- Кароль Цеглиньский — бас

### Сессионные музыканты
- Роберт «Rob Darken» Фудали — клавишные
- Пол «Stormblast» Питцак — барабаны
- Циклон — бас

## Дискография
- 1991 Biały Front
- 1992 Cena Idei
- 1993 Urodzony Białym
- 1993 W dzień triumfu nad złem
- 1994 Stal zemsty
- 1995 Droga bez odwrotu
- 1998 Ogień ostatniej bitwy
- 1999 To Survive for Victory 1989-1999 Vol.1
- 1999 To Survive for Victory 1989-1999 Vol.2
- 2000 W płomieniach wschodzącej siły
- 2000 Raiders of Revenge (сплит с Graveland)
- 2001 Honor (EP)
- 2001 W dzień triumfu nad złem (Переиздание)
- 2002 In the Flames of Rising Power
- 2004 Urodzony Białym (Переиздание)
- 2004 The Fire of the Final Battle (Переиздание)
- 2006 Live Unplugged
- 2008 1989-1999 (Переиздание)
- 2009 20 lat pod sztandarem Orła 1989—2009

### Сборники
- 1994 Oi! dla Ojczyzny Vol.1
- 1995 Skinheads
- 2001 Day of the Rope Vol.1
- 2001 For All White Nationalists
- 2002 Głos Słowiańskiej Dumy Vol.1